# 에콰도르볼로쥐
에콰도르볼로쥐 또는 반점볼로쥐(Necromys punctulatus)는 비단털쥐과에 속하는 남아메리카 설치류이다. 에콰도르에서 발견되며 콜롬비아에서도 서식하는 것으로 추정된다. 보전 상태와 분포 지역은 거의 알려져 있지 않다.

## 분류학
에콰도르볼로쥐는 런던 자연사 박물관에 있는 표본 한 점이 알려져 있으며, 영국 동물학자 프레이져(Louis Fraser)가 1857년과 1859년 사이에 에콰도르에서 처음 수집했다. 오랫동안 짧은꼬리사탕수수쥐(Zygodontomys brevicauda)의 아종으로 간주되었지만, 1991년 미국 동물학자 보스(Robert S. Voss)가 모식표본을 조사한 이후 학명 Bolomys lasiurus로 명명된 털꼬리볼로쥐와 공통점이 많다는 결론을 내렸으며, 학명 Bolomys punctata로써 같은 볼로쥐속으로 분류했다. 이후 두 종은 새로운 볼로쥐속(Necromys)으로 이동되었다.

## 특징
에콰도르볼로쥐는 볼로쥐속에서 중간 크기의 종으로 꼬리 길이 약 70mm를 포함하여 전체 몸길이가 200mm까지 자란다. 털은 짧고 거칠다. 등 쪽 털은 주로 검은색이고, 털 일부는 뺨 위에 회색과 노란색 줄무늬로 나타나며, 목 옆 쪽과 몸은 약간 올리브색을 띤다. 배 쪽은 희끄무레하고 귀는 갈색이며 털이 잘 발달해 있으며, 꼬리는 윗면이 짙고 아랫면은 연한 색으로 두 가지 색을 띤다. 손과 발등은 갈색과 흰색이고 다른 발가락에 비해 다섯번째 발가락이 상당히 작다.

## 분포
에콰도르볼로쥐는 에콰도르 동부에서 발견되며 콜롬비아에서도 서식하는 것으로 추정된다.

## 보전 상태
분포 지역 범위에 대한 정보가 부족하고 얼마나 멸종 위협을 받고 있으며 현재 상태와 생태지리학적 요구 조건이 불확실하기 때문에 국제 자연 보전 연맹(IUCN)이 반점볼로쥐의 보전 상태를 "정보부족종"으로 분류하고 있다.